# All That Jazz (песня)
«All That Jazz» — песня, написанная композитором Джоном Кандером и поэтом-песенником Фредом Эббом для своего мюзикла «Чикаго», поставленного Бобом Фоссом в 1975 году в бродвейском 46th Street Theatre.
Песня открывает этот мюзикл.
Позже песня дала своё название американскому музыкальному фильму «Весь этот джаз» (англ. All That Jazz), вольно интерпретирующего реальные события из жизни Боба Фосса (с американским актёром Роем Шайдером, играющим Джо Гидеона — похожего на Фосса главного героя).
В увидевшей свет в 2002 году киноадаптации мюзикла «Чикаго» песню пели Кэтрин Зета-Джонс и Рене Зеллвегер. В российской версии мюзикла эту песню исполняет Филипп Киркоров.

## Признание
Американский институт киноискусства поместил эту песню (в версии из фильма 2002 года «Чикаго») на 98-е место своего списка ста лучших песен из американских кинофильмов.